# La Bocca della Verità

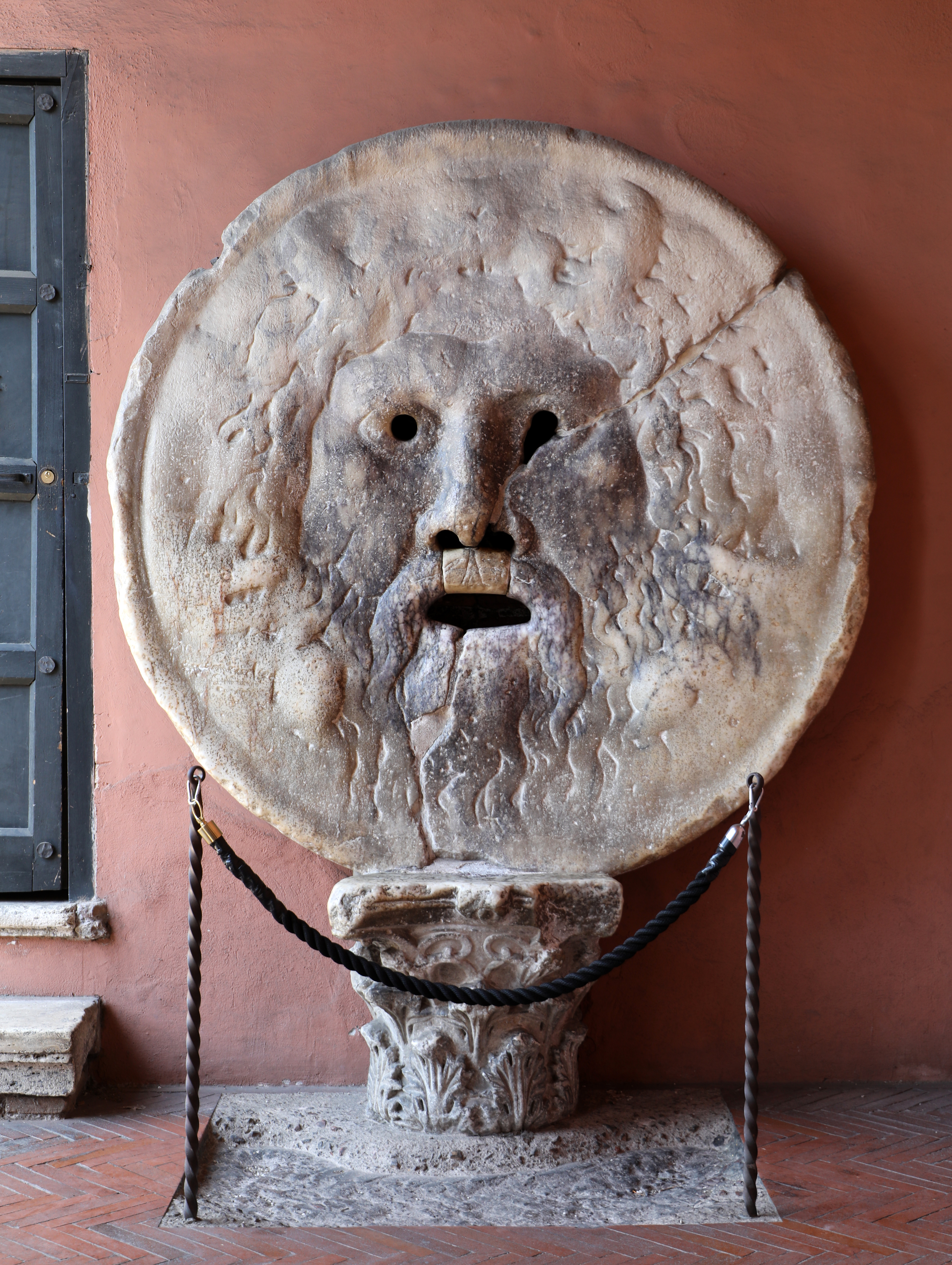
La Bocca della Verità

La Bocca della Verità (Nederlands, De Mond der Waarheid) is een beroemde gebeeldhouwde afbeelding van een menselijk hoofd (mascaron) bij de Piazza Bocca della Verità in Rome.
Het hoofd is afgebeeld op een grote marmeren schijf die stamt uit de Romeinse oudheid en vermoedelijk als onderdeel van een fontein of putdeksel gebruikt was. Het gezicht stelt waarschijnlijk een riviergod voor. Sinds de 17e eeuw staat La Bocca della Verità opgesteld in het voorportaal van de kerk Santa Maria in Cosmedin.
De Mond der Waarheid staat bekend als een eeuwenoude leugendetector. Een middeleeuwse legende vertelt dat van ieder die zijn hand in de mond steekt en een leugen spreekt zijn hand afgebeten zal worden.
De Bocca is beroemd geworden met de film Roman Holiday uit 1953 waarin Joe, acteur Gregory Peck, zijn hand in de mond steekt en vervolgens doet alsof hij zijn hand echt verliest. Zijn tegenspeelster Audrey Hepburn schrikt hier hevig van en achteraf bleek dit niet te zijn gespeeld. Dit deel van de scène stond niet in het script en Peck heeft het geïmproviseerd, tot grote schrik van Hepburn die hier niet op had gerekend.
De Bocca della Verità is uitgegroeid tot een grote toeristische attractie in Rome. Op drukke dagen staan soms honderden mensen in de rij om hun hand in de mond te steken en de legende op waarheid te testen.